# عقداء متغيرة
العَقداء المتغيرة أو عقداء مرطاء نوع نباتي يتبع جنس العَقداء من الفصيلة السفندرية.